# Józef Strumiński
Józef Strumiński (ur. 21 marca 1931 w Łodzi, zm. 4 maja 1987 w Łodzi) – specjalista w dziedzinie farbiarstwa; działacz krajoznawczy PTTK.

## Nauka i praca
Po ukończeniu szkoły podstawowej rozpoczął w 1947 pracę w Zakładach Przemysłu Bawełnianego im. "Obrońców Pokoju" i jednocześnie uczęszczał do Państwowej Szkoły Techniczno-Przemysłowej.
Po jej ukończeniu rozpoczął studia na Uniwersytecie Łódzkim (UŁ) na Wydziale Matematyczno – Przyrodniczym (kierunek chemiczny), które ukończył w 1955.
Już w trakcie studiów pracował w Zakładzie Chemii Organicznej Uniwersytetu Łódzkiego (UŁ) na stanowisku asystenta.
W 1956 rozpoczął pracę w Instytucie Przemysłu Organicznego przekształconym następnie w Ośrodek Badawczo-Rozwojowy Przemysłu Barwników "Organika".
Specjalizował się w dziedzinie barwników, pigmentów i półproduktów farbiarskich (barwnikarskich). Od 1969 był zatrudniony w Zakładzie Półproduktów, gdzie pracował do czasu przejścia na emeryturę w 1981.

## Pozazawodowa działalność społeczna w PTTK
Do PTTK należał od 1952. Początkowo uprawiał turystykę pieszą, górską i żeglarstwo, natomiast od ok. 1955 aż do śmierci jego wielką pasją stało się kolarstwo. Działał w Łódzkim Klubie Turystów Kolarzy przy Oddziale Łódzkim PTTK. Przez 16 lat pełnił funkcję przewodniczącego Okręgowej Komisji Turystyki Kolarskiej PTTK w Łodzi.

## Pozazawodowa działalność społeczna w innych stowarzyszeniach
Działał również w Polskim Związku Kolarskim.

## Odznaczenia
- Krzyż Kawalerski Orderu Odrodzenia Polski
- Złota Honorowa Odznaka PTTK